# Igmándy Zoltán
Boldogasszonyfai Igmándy L. Zoltán (Hajdúnánás, 1925. október 9. – Sopron, 2000. december 10.) magyar erdőmérnök, botanikus, mikológus. A biológiai tudományok kandidátusa (1957), a mezőgazdasági tudományok doktora (1982).

## Életpályája
1943-ban érettségizett a Hajdúnánási Református Gimnáziumban. 1943–1948 között a József Nádor Műszaki és Gazdaságtudományi Egyetem Bánya-, Kohó- és Erdőmérnöki Karán tanult Sopronban. Tanulmányait a második világháború miatt megszakította, ezalatt fizikai munkásként dolgozott. Az 1945-1946-os tanévben az Ifjúsági Kör utolsó elnöke volt. 1948-ban a Magyar Állami Erdőgazdaság (MÁLLERD) Püspökladányi Erdőgondnokságának mérnöke volt. 1948–1949 között a Szolnoki Erdőgondnokság erdőgondnoka volt. 1950–1953 között az Erdészeti Tudományos Intézet (ERTI) soproni Erdővédelmi Csoportjának kutatómérnöke volt. 1953–1955 között a soproni Erdészeti Főiskola, illetve az Erdészeti és Faipari Egyetem Faipari Mérnöki Kar Erdővédelemtan Tanszékének tanársegéde, 1955–1960 között egyetemi adjunktusa, 1960–1969 között egyetemi docense, 1969–1990 között tanszékvezető egyetemi tanára volt. 1960-ban egyetemi doktori fokozatot szerzett. 1965–1969 között az Erdőmérnöki Kar dékánhelyettese volt. 1968-től először megbízott, majd kinevezett vezetője lett az Erdővédelemtani Tanszéknek. 1981–1984 között az Erdészeti és Faipari Egyetem rektorhelyettese volt. 1984–1989 között az Erdőmérnöki Kar dékánja volt. 1990-ben nyugdíjba vonult.

### Munkássága
Kutatási területe: az erdészeti növénykórtan, erdővédelemtan, faanyagvédelem. Tagja volt a Magyar Tudományos Akadémia Növényvédelmi Bizottságának, a Magyar Tudományos Akadémia Erdészeti Bizottságának, a Faanyagvédelmi Minősítő Szakbizottságnak, elnöke volt a Faanyagvédelmi Szabványbizottságnak, alelnöke az Országos Erdészeti Egyesület (OEE) Mikológiai és Faanyagvédelmi Társaságának, elnökségi tagja az Országos Erdészeti Egyesületnek, a Magyar Madártani Egyesületnek, elnöke az Országos Erdészeti Egyesület Soproni Csoportjának.

## Családja
Szülei Igmándy József (1895–1950) etnográfus, biológus, botanikus és Takács Margit tanítónő voltak. 1950-ben házasságot kötött Simó Klárával. Két fiuk született: Péter (1953) és György (1957).
Sírhelye a Soproni temetőben található.

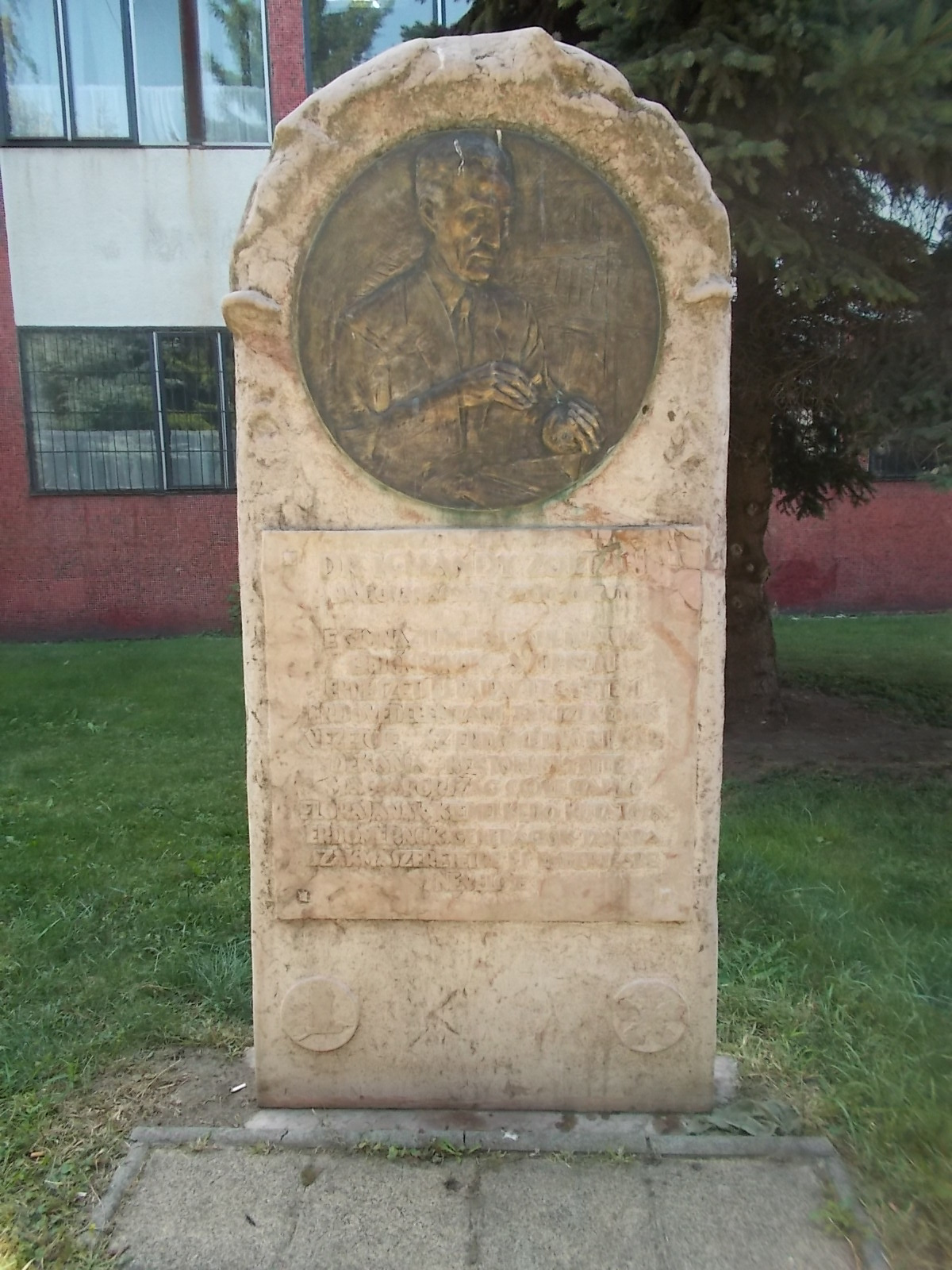
Igmándy Zoltán dr. emlékoszlop Településszerkezeti jelentőségű terület: kiskörúton belüli műemlék terület része, azonosító: -1940. - Hajdú-Bihar megye, Hajdúnánás, Szeles tér, a Soós Gábor-emlékoszlop mellett

## Művei
- A fenyőcsemete-dőlés kérdése hazánkban és a védekezés lehetőségei (Milinkó Istvánnal és Szatala Ödönnel; A Növényvédelmi Kutató Intézet Évkönyve; 1951; Budapest, 1953)
- A kétalakú tapló károsítása elegyetlen cserállományban. (Az Erdőmérnöki Főiskola Évkönyve. 1951/52. Sopron, 1953)
- Vizsgálatok és védekezési kísérletek a fenyőcsemete-dőlés leküzdésére (Milinkó Istvánnal és Szatala Ödönnel; Az ERTI Évkönyve; 1952. Budapest, 1954)
- A csertapló károsítása csereseinkben (A növényvédelem időszerű kérdései, 1953)
- A fenyőcsemete-dőlés. A fenyőgyökérrontó tapló károsítása a soproni lúcosokban (Az Erdő, 1953)
- A fenyőtapló előfordulása és károsítása hazánkban (Az Erdőmérnöki Főiskola Közleményei, 1954)
- Csersarjerdők tőkorhadást okozó gombái (Az Erdőmérnöki Főiskola Közleményei, 1955)
- Cseresek növénykórtani vizsgálata (Kandidátusi értekezés; Sopron, 1956; megjelent, kivonatosan: MTA Agrártudományok Osztálya Közleményei, 1958)
- Adatok a Kárpát-medence Polyporaceae flórájához. 1–3. (Botanikai Közlemények, 1956–1957)
- A fehér csertapló előfordulása és károsítása hazánkban. A fekete csertapló előfordulása magaskőrisen (Haracsi Lajossal; Az Erdőmérnöki Főiskola Közleményei, 1957)
- A csertapló elterjedését befolyásoló környezeti tényezők hegy- és dombvidéki csereseinkben (Az Erdő, 1957)
- Sopron és környékének gombái (Soproni Szemle, 1958)
- A cser gombakárosítói és azok hatása a fa minőségére (Faipar, 1959)
- A cser fájának ellenállóképessége a farontó gombákkal szemben (Erdészettudományi Közlemények, 1960)
- Az akác [Robinia pseudoacacia L.] tőkorhasztó gombája: a kőristapló (Erdészettudományi Közlemények, 1961)
- Adatok a szijácsbogár [Lyctus linearis Goze] életmódjához (Pagony Huberttel; Faipar, 1962)
- A fekete lemezestapló (Erdészettudományi Közlemények, 1962)
- A szenes tölgytapló előfordulása és károsítása hazánkban (Mikológiai Közlemények, 1964)
- Vizsgálatok gombafertőzött faanyag védőkezelésének lehetőségeivel kapcsolatban (Gyarmati Bélával; Faipar, 1964)
- Bükköseink farontó taplógombái (Az EFE Tudományos Közleményei, 1964)
- Faanyagvédelem. Monográfia (Gyarmati Bélával, Pagony Huberttal; Budapest, 1964; 2. javított kiadás: 1975)
- Fehér- és szürkenyárasaink veszélyes gesztkorhasztó gombája (Pagony Huberttel; Az Erdő, 1965)
- Az akác fontosabb betegségei és károsítói, valamint a védekezés módja (Akáctermesztés Magyarországon. Szerkesztette: Keresztesi Béla; Budapest, 1965)
- Magyarország taplógombái. 1–3. (Mikológiai Közlemények, 1965–1971)
- Vizsgálatok a lepketapló különböző törzseinek növekedésére, bontási erélyére és gombaölőszerekkel szembeni érzékenységére vonatkozóan (Mikológiai Közlemények, 1966)
- Az Aigeiros-szekcióba tartozó nyárhibridek faanyagának tartóssága (Pagony Huberttel; Erdészeti Kutatások, 1966)
- Vizsgálatok a cser [Quercus cerris L.] faanyagának tartósságáról (Az EFE Tudományos Közleményei, 1966)
- Az Erdészeti és Faipari Egyetem (összeállította; Sopron, 1966; angolul, oroszul, franciául és németül is)
- A Leuce-szekcióba tartozó nyárak faanyagának tartóssága (Pagony Huberttel; Az EFE Tudományos Közleményei, 1967)
- A tölgyek fontosabb betegségei, károsítói, és az ellenük való védekezés (A tölgyek. Budapest, 1967)
- A faanyag ellenállóképességének változása a törzs keresztmetszetében (Mikológiai Közlemények, 1968)
- Vizsgálatok a kocsányos tölgy és a kocsánytalan tölgy gesztjének tartósságáról (Az EFE Tudományos Közleményei, 1969)
- Az álgesztes cser repedezése (Az Erdő, 1969)
- 25 év krónikája. (Mindnyájan voltunk egyszer az Akadémián. Sopron. 1919–1969. Az EFE jubileumi évkönyve. Szerkesztette: Herpay Imre; Sopron, 1969)
- A tölgyek szijácskorhadása és a védekezés lehetőségei (Az Erdő, 1970)
- Mikológia és faanyagvédelem (Mikológiai Közlemények, 1970)
- A kétalakú csertapló ivaros termőtest- és spóraképzése (Az EFE Tudományos Közleményei, 1970)
- Magyarország taplógombái. 1–3. (Mikológiai Közlemények, 1970–1971)
- A kitermelt és tárolt faanyag védelme (szerkesztette; Sopron, 1972)
- A fenyvescinege fészkelése parkban lévő fészekodúban (Aquila, 1972)
- Tributil-ónoxid hatóanyagú készítmény alkalmazása a faanyagvédelemben (Mikológiai Közlemények, 1973)
- A hazai gyártású faanyagvédő szerek alkalmazása faházaknál (Az EFE Tudományos Közleményei, 1973)
- Erdészeti növénykórtan. I–II. kötet (egyetemi jegyzet; Sopron, 1974–1975)
- A kocsánytalan tölgy pusztulása Magyarországon (Magyar Tudomány, 1975)
- Cseresek minőségének megítélése a fagylécesség alapján (Az EFE Tudományos Közleményei, 1975)
- Erdővédelemtan. I–II. kötet (egyetemi jegyzet; A növényvírusok, mikroplazmák és spiroplazmák című részt Milinkó István írta; Sopron, 1975–1977)
- Erdészeti állattan. II. kötet: Rovartan (Sopron, 1976)
- A faanyagok védelme (Faipari kézikönyv. Szerkesztette: Lugosi Armand; Budapest, 1976)
- A nátrium-pentaklórfenol hatásvizsgálata (Mikológiai Közlemények, 1976)
- Az erdő korszerű meghatározása (Keresztesi Bélával, Majer Antallal; Az erdővédelem feladata az erdőgazdálkodásban; Az Erdő, 1977)
- Hazai faanyagvédőszerek vizsgálati eredményei (Mikológiai Közlemények, 1977)
- Az akác csövestaplói (Eszes Ferenccel; Mikológiai Közlemények, 1978)
- Vörösnyakú vöcsök [Podiceps griseigena] adatok (Eszes Ferenccel, Kárpáti Lászlóval; Madártani Tájékoztató, 1978)
- Hagyományaink (Az Erdészeti és Faipari Egyetem kiadványa. Sopron, 1981)
- Hazánk csövestapló [Polyporaceae s. l.] flórája és a fajok növénykórtani jelentősége (Doktori értekezés; Sopron, 1981; tézisek, kivonatosan: Mikológiai Közlemények, 1982)
- Magyar erdészet. 1954–1979. (szerkesztette: Keresztesi Béla; Budapest, 1982)
- Mindnyájan voltunk egyszer az akadémián… Az Erdészeti és Faipari Egyetem jubileumi évkönyve. II. kötet (Szerkesztette: Hiller Istvánnal; Budapest, 1983)
- Erdővédelmi műszaki irányelvek (összeállította: Pagony Huberttel, Szontagh Pállal; Budapest, 1983)
- Az Erdőmérnöki Kar tanszékeinek történelmi alakulása (Az Erdő, 1983)
- Vas megye csövestapló flórája (Savaria. A Vas Megyei Múzeumok Értesítője, 1983/84)
- Vas megye csövestapló flórája (Savaria. A Vas Megyei Múzeumok Értesítője, 1984)
- Beszámoló a kocsánytalan tölgyeseinkben fellépett pusztulásról. 1978–1983 (Az Erdő, 1984)
- Sarjeredetű kocsánytalan tölgyeseink állapotáról (Az Erdő, 1985)
- Elpusztult kocsánytalan tölgyek évgyűrűvizsgálata. A kocsánytalan tölgypusztulás helyzete hazánkban, 1985-ben. (Az Erdő, 1986)
- A vöröstapló elterjedése hazánkban és kórokozása állományainkban (Erdészeti és Faipari Tudományos Közlemények, 1986)
- Az épületek faanyagának egy kevéssé ismert gombakárosítója. A kemény fekvőtapló. Schulzer István mikológiai munkássága. Schulzer hazánkban gyűjtött csövestaplóinak revíziója (Mikológiai Közlemények, 1987)
- A kocsánytalan tölgy hervadásos betegségének helyzete, 1986-ban (Az Erdő, 1987)
- Környezet- és erdővédelem (Az Erdő, 1988)
- A magyar erdők taplógombái (monográfia; Sopron, 1991)

## Díjai
- Kiváló dolgozó (1962)
- a Mezőgazdaság Kiváló Dolgozója (1966)
- Clusius-emlékérem (1967)[2]
- Bedő Albert-emlékérem (1983)[2]
- Eötvös Loránd-díj (1986)[2]
- Albert Einstein diploma (1989)
- az Emberi Környezetért Díj (1990)
- Magyar Köztársaság Csillagrendje (1990)[2]
- Honoris Causa Doktori cím (1992)